# 폐급 【상태 이상 스킬】로 최강이 된 내가 모든 것을 유린하기까지
폐급 【상태 이상 스킬】로 최강이 된 내가 모든 것을 유린하기까지(일본어: ハズレ枠の【状態異常スキル】で最強になった俺がすべてを蹂躙するまで)는 시노자키 카오루가 집필한 일본의 라이트 노벨 시리즈이다. 이 시리즈는 2017년 11월 소설가가 되자 웹 사이트에서 시작되었으며, 오버랩(Overlap)이 2018년 7월 KWKM의 일러스트레이션과 함께 이 시리즈를 인수하여 인쇄본으로 출판했다. 우치 우치 케야키의 작곡과 쇼 우요시의 일러스트레이션으로 만화 각색이 코믹 가르도(Comic Gardo)에서 연재되기 시작했다. 세븐 아크스가 제작한 일본의 애니메이션 TV 시리즈는 2024년에 첫 방송될 예정이다.

## 줄거리
토우카 미모리와 동급생들은 갑자기 여신에 의해 환상의 세계로 소환되어 영웅이 된다. 그들 대부분은 뛰어난 기술을 가지고 있는 것으로 나타났지만 미모리는 E랭크를 가지고 있다. 그를 쓸모없다고 판단한 여신은 미모리를 아무도 돌아오지 않는 지하 감옥으로 추방하기로 결정한다. 그러나 그의 실력은 생각보다 비정상적인 것으로 밝혀졌다. 이에 그는 복수를 다짐한다.